# André Dora
André Dora (* 1970 in Münster) ist ein deutscher Kommunalpolitiker (SPD) und seit 2014 Bürgermeister von Datteln.

## Leben
Dora besuchte das Comenius-Gymnasium in Datteln und erlangte dort im Jahr 1990 das Abitur. Er studierte Rechtswissenschaft und ließ sich als Rechtsanwalt nieder.
In der Stichwahl am 15. Juni 2014 wurde Dora mit 61,92 % der Stimmen als Nachfolger von Wolfgang Werner zum hauptamtlichen Bürgermeister der Stadt Datteln gewählt.
Bei der Kommunalwahl am 13. September 2020 wurde er im 1. Wahlgang mit 56,49 % der Stimmen im Amt bestätigt.

## Politische Positionen
Dora gilt als Unterstützer des umstrittenen Kraftwerks Datteln 4 und kritisierte das Urteil des Oberverwaltungsgerichtes für das Land Nordrhein-Westfalen, das im Verfahren gegen die Stadt Datteln den Bebauungsplan des Kraftwerks für unwirksam erklärt hatte. Gegen dieses nicht rechtskräftige Urteil legte die Stadt Revision vor dem Bundesverwaltungsgericht ein. Das Bundesverwaltungsgericht verwies die Sache zurück an das OVG Münster.